# Большая пустыня Виктория

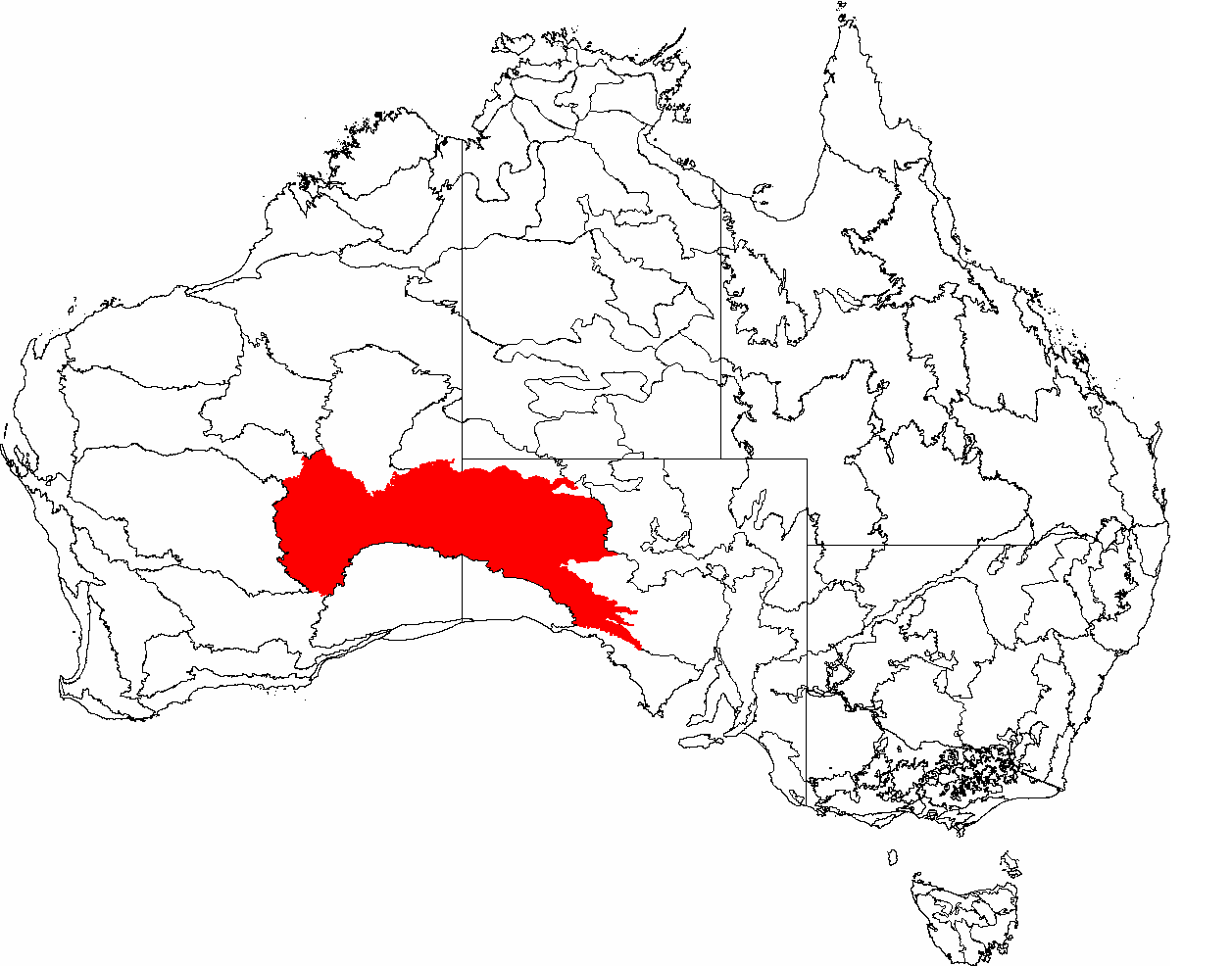
Пустыня обозначена красным цветом

Больша́я пусты́ня Викто́рия (англ. Great Victoria Desert) — песчано-солончаковая пустыня в Австралии (штаты Западная Австралия и Южная Австралия), самая большая пустыня на территории Австралии. Состоит из множества небольших песчаных холмов, пастбищных равнин, участков с плотно набитой галькой поверхностью — гибберов и солёных озёр.
Площадь 424 400 км², при этом протяжённость с востока на запад составляет более 700 км. К северу от пустыни расположена пустыня Гибсона, к югу — равнина Налларбор.
Осадки редки и нерегулярны. Среднегодовое количество осадков варьируется от 200 до 250 мм. Часто случаются грозы (15—20 в год). Дневная температура летом составляет 32—40 °C, зимой 18—23 °C. Снег в пустыне никогда не выпадает.

## История
Название в честь королевы Виктории дал британский исследователь Австралии Эрнест Джайлс, который в 1875 году первым из европейцев пересёк пустыню. В 1891 году экспедиция Дэвида Линдси прошла через пустыню с севера на юг. Фрэнк Ханн искал золото в этих районах в 1903—1908 годах. Лен Биделл исследовал пустыню в 1960-х годах.
Пустыня заселена несколькими группами австралийских аборигенов, включая племена когара и мирнинг. Население аборигенов в этом регионе увеличивается. Молодые люди из числа коренных народов из региона Великой пустыни Виктория работают в творческих программах Wilurarra, для поддержки и развития своей культуры.

## Флора и фауна
Только самые выносливые растения могут выжить в большей части этой среды. Между песчаными грядами участки лесистой степи состоят из кустов Eucalyptus gongylocarpa, Eucalyptus youngiana и Acacia aneura, разбросанных среди трав рода Спинифекс.
Фауна, адаптированная к этим суровым условиям, включает несколько видов крупных птиц и млекопитающих. Также в пустыне обитают многие виды ящериц, в том числе сцинк Большой пустыни, тайпан центральных хребтов (обнаружен в 2007 г.) и ряд мелких сумчатых, в том числе находящиеся под угрозой исчезновения песчаная сумчатая мышь и гребнехвостая сумчатая мышь. Один из способов выжить здесь — зарыться в пески, как это делают некоторые животные пустыни, включая сумчатого крота (Notoryctes typhlops) и плоскоголовую лопатницу. Среди птиц — рыжегрудый белолобик, обитающий на восточной окраине пустыни, и глазчатая курица в заповеднике Мамунгари. Из хищников в пустыне обитают динго (поскольку пустыня находится к северу от Забора Динго) и два больших варана — гигантский варан и варан Гульда.

## Сохранение и угрозы

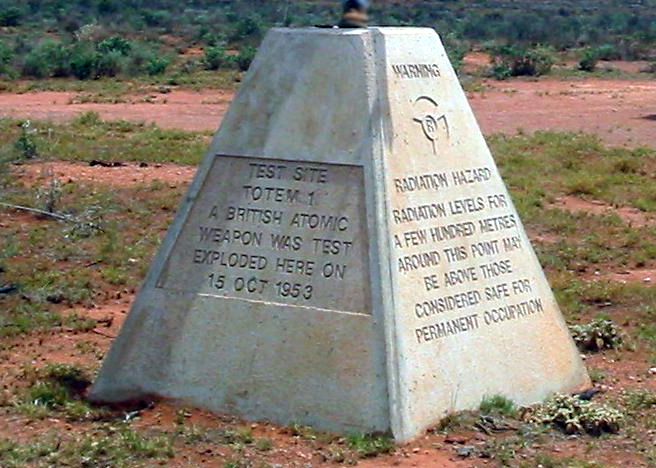
Обелиск на месте испытания ядерного оружия в Эму Филд

Поскольку эта территория использовалась очень ограниченно для сельского хозяйства, среда обитания остается в основном нетронутой, в то время как части пустыни являются охраняемыми территориями, включая заповедник Мамунгари в Южной Австралии. Большая территория нетронутой дикой природы засушливой зоны имеет культурное значение и является одним из 14 мировых биосферных заповедников в Австралии.
Испытания ядерного оружия, проведённые Великобританией в Маралинге и Эму Филд в 1950-х и начале 1960-х годов, оставили районы, загрязненные плутонием-239 и другими радиоактивными материалами.